# Lou Seriol
Lou Seriol és un grup de música originari de les valls occitanes del Piemont, que canta principalment en occità. Seriol/seriòl significa "esquirol" en català.

## Història
El grup es va fundar el 1992. És originari d'Aison, a la Vall d'Estura de la província de Cuneo, al Piemont.
Quan van començar, el més jove, l'Edoardo, tenia 12 anys i el més gran en tenia 15. Els va animar Sergio Berardo, el líder del grup Lou Dalfin, que era el professor de música d'algun d'ells. Van començar animant els balls tradicionals a les valls occitanes d'Itàlia. Era l'època del rock alternatiu i eren seguidors de Les Négresses Vertes i la seva nova música popular.
Nascut a partir de l'anomenat moviment "tradinovatriu", el grup combina la música tradicional i el rock 'n' roll amb matisos de punk amb molta energia. Així doncs, en les seves interpretacions combinen tant l'acordió i la flauta travessera, amb instruments com ara la guitarra elèctrica o la bateria. El grup parteix del repertori tradicional italià, en un estil que s'acosta al de Massilia Sound System; en aquest sentit Lou Seriol ha col·laborat musicalment amb Papet J., exmembre del grup marsellès.
Han estat convidats a països com Itàlia, Espanya, França, Àustria o els Països Baixos.

## Discografia
Lou Seriol ha esditat cinc discsː
- Persi Pien, autoproducció, 2000.
- Reviori, autoproducció, 2005.
- Ambe vos live, CD acompanyat del DVD del grup en concert, autoproducció, 2009.
- Maquina Enfernala, 2012, autoproducció, distribuït per Egea Music.
- Occitan, 2018, autoproducció, distribuït per Egea Music.[2]

Tots els discs són autoproduits, les ventes es fan als concerts i via Internet.